# IJshal Leeuwarden
IJshal Leeuwarden was een overdekte kunstijsbaan in de Nederlandse plaats Leeuwarden. Naast een buitenbaan van 220 meter had de IJshal ook een binnenbaan van 30 x 60 meter (vergelijkbaar met de vier zogeheten Ton Menken-ijshallen elders in Nederland). Van deze binnenbaan maakten onder andere ijshockeyverenigingen, shorttrackverenigingen en curlingclubs uit Leeuwarden en omgeving gebruik. 
De koelmachines zijn op 22 maart 2015 definitief uitgezet. De ijshal naast het WTC Expo werd in 1979 gebouwd en in 2015 gesloopt.
De baan was naast Thialf de tweede baan in het Gewest Friesland. In de nabijheid van de oude ijshal is de nieuwe Elfstedenhal gebouwd. Deze 400 meter baan, plus ijshockeybaan is eind 2015 geopend.